# Pseudoterpna mixta
Pseudoterpna mixta là một loài bướm đêm trong họ Geometridae.